# Tierisch Kölsch
Tierisch Kölsch – Geschichten aus dem Domstadt-Zoo ist eine Zoo-Doku-Soap des ZDF, die von 2006 bis 2010 in neun Staffeln ausgestrahlt wurde.
In der Tradition der ARD-Serie Elefant, Tiger & Co. werden Tiergeschichten aus dem Kölner Zoo erzählt, hinter die Kulissen des Zoos geschaut, sowie Mitarbeiter und bekannte Tiere des Zoos vorgestellt.
Außerdem geht es um ein Auswilderungsprojekt des Kölner Zoos für gefährdete Affenarten in einem Nationalpark in Vietnam.
Zu Worte kommen der ehemalige Direktor Gunther Nogge, Theo Pagel, Direktor und ehemaliger Kurator des Zoos, Studenten, die im Zoo Studien für ihre Arbeiten betreiben, Stammbesucher, die seit Jahrzehnten in den Zoo gehen, Auszubildende und die Reviertierpfleger.
Ähnliche Formate des ZDF waren Nürnberger Schnauzen, Berliner Schnauzen, Dresdner Schnauzen, Tierische Kumpel sowie Ostsee-Schnauzen.

## Staffeln
| Staffel | Erstausstrahlung vom | bis zum          | Folgen |
| ------- | -------------------- | ---------------- | ------ |
| 1.      | 5. April 2006        | 23. Juni 2006    | 49     |
| 2.      | 2. Oktober 2006      | 4. Januar 2007   | 62     |
| 3.      | 7. Mai 2007          | 24. Juli 2007    | 51     |
| 4.      | 3. Dezember 2007     | 18. Januar 2008  | 27     |
| 5.      | 25. August 2008      | 17. Oktober 2008 | 39     |
| 6.      | 9. April 2009        | 15. Mai 2009     | 24     |
| 7.      | 9. Dezember 2009     | 8. Januar 2010   | 18     |
| 8.      | 15. Februar 2010     | 15. März 2010    | 20     |
| 9.      | 13. Juli 2010        | 30. Juli 2010    | 13     |

Anmerkungen:
1. ↑  Presseportal.de gibt drei verschiedene Werte für die Episodenanzahl an. Einmal 51, einmal 52 und einmal 59. Bei Fernsehserien.de sind 51 Episoden eingetragen, die vom 7. Mai bis zum 24. Juli 2007 erstausgestrahlt wurden.
2. ↑  Presseportal.de gibt drei verschiedene Werte für die Episodenanzahl an. Einmal 27, einmal 30 und einmal 31. Die Quelle, die 31 als Episodenanzahl angibt, nennt als Erstausstrahlungszeitraum den 3. Dezember 2007 bis zum 24. Januar 2008. Bei Fernsehserien.de sind 27 Episoden eingetragen, die vom 3. Dezember 2007 bis zum 18. Januar 2008 erstausgestrahlt wurden.
3. ↑  Presseportal.de gibt eine Anzahl von 40 Episoden an. Bei Fernsehserien.de sind 39 Episoden eingetragen, die vom 25. August bis zum 17. Oktober 2008 erstausgestrahlt wurden.
4. ↑  Presseportal.de nennt einerseits den 8. April 2009 als Erstausstrahlungsstart der sechsten Staffel und andererseits einen Erstausstrahlungszeitraum vom 9. April bis zum 15. Mai 2009. Erstere Quelle gibt eine Anzahl von 27 Episoden an. Bei Fernsehserien.de sind 24 Episoden eingetragen, die vom 9. April bis zum 15. Mai 2009 erstausgestrahlt wurden.

## Buch
Ergänzend zu der Fernsehserie wurde das Buch Tierisch Kölsch. Das Buch zur großen ZDF-Serie veröffentlicht, das über die Dreharbeiten berichtet. Autoren sind Katrin Buhbut und Sabine Griesche.
Es gibt mit Ruhrpott-Schnauzen, Dresdner Schnauzen, Berliner Schnauzen, Ostsee-Schnauzen und Nürnberger Schnauzen fünf weitere Zoo-Doku-Soaps des ZDF im selben Format.